# Божковка (станция)
Божковка — станция в Красносулинском районе Ростовской области.
Входит в состав Божковского сельского поселения.

## География
Станция расположена на берегу реки Лихая.

## Население
| 2010 |
| ---- |
| 50   |

## Улицы
На станции имеются две улицы: Железнодорожная и Привокзальная.